# AJ-60A
AJ-60A – silnik rakietowy na paliwo stałe, opracowywany w latach 1996–2003, produkowany obecnie przez firmę Aerojet Rocketdyne na potrzeby rakiet Atlas V. 

## Konstrukcja
Silnik ten jest zasilany paliwem stałym o nazwie HTPB - związkiem chemicznym będącym oligomerem 1,3-butadienu. Obudowa oraz dysza wykonane są z kompozytów. Dysza silnika jest zwykle przechylona o 3 stopnie w kierunku przeciwnym do środka masy, mimo to oferowany jest również wariant z ciągiem wektorowanym. Na samym wierzchu silnika montowana jest ścięta (w wersji dla rakiet Atlas V) lub standardowa kopułka.

## Następca
W 2015 przedstawiciele firmy United Launch Alliance ogłosili plany porzucenia AJ-60A jako silnika pomocniczego dla rakiet Atlas V i zastąpienia ich konstrukcją o nazwie GEM-63, produkowaną przez przedsiębiorstwo Orbital ATK. Wydłużona wersja tego silnika ma być używana w planowanej rakiecie Vulcan.